# Leonardo Sigali
Leonardo Germán Sigali (ur. 29 maja 1987 w Campanie) – argentyński piłkarz występujący na pozycji środkowego obrońcy w Racing Club.

## Kariera klubowa
Juniorskie lata spędził w zespole Nueva Chicago z zachodniej części Buenos Aires. W profesjonalnej piłce zadebiutował w 2006 roku. Z Nueva Chicago zdobył w 2006 mistrzostwo turnieju Clausura w Primera B Nacional (drugi poziom rozgrywek w Argentynie). W pierwszym dwumeczu o awans do Primera División, gdzie rywalizowali zwycięzcy turniejów Apertura i Clausura, Nueva Chicago przegrał w dwumeczu z Godoy Cruz. W drugim dwumeczu o awans Nueva Chicago wygrał z Belgrano, dzięki czemu awansował do najwyższej klasy rozgrywkowej w Argentynie. W sezonie 2006-07 tworzył parę środkowych obrońców z Nicolásem Sánchezem. Zespół spadł do Primera B Nacional po przegranych play-offach z Tigre.
Po spadku przeniósł się do hiszpańskiego Villarrealu i od razu został wypożyczony do Lanús. Z nowym zespołem zdobył pierwsze w klubowej historii mistrzostwo turnieju Apertura w 2007.
W 2008 przeniósł się na zasadzie wypożyczenia do beniaminka Godoy Cruz. W 2010 Godoy nabył 50% praw do zawodnika.
W 2014 został zawodnikiem Dinama Zagrzeb.
W styczniu 2018 przeniósł się do Racing Club de Avellaneda.

## Kariera reprezentacyjna
W 2007 wystąpił w jednym spotkaniu reprezentacji U-20 podczas zwycięskich Mistrzostw Świata U-20.

## Osiągnięcia
Lanús
- Primera División (1): 2007 Apertura

Argentyna U-20
- Mistrzostwa świata U-20 (1): 2007